# Sindrome di Evans
La sindrome di Evans è una malattia autoimmune in cui il sistema immunitario della persona affetta attacca i suoi stessi eritrociti, leucociti e piastrine. Queste citopenie immuni possono avvenire simultaneamente o sequenzialmente.
La presentazione classica è caratterizzata da una combinazione di anemia emolitica autoimmune e porpora trombocitopenica immune: si assiste quindi alla distruzione dei globuli rossi, che normalmente trasportano ossigeno, e delle piastrine, che si attivano in caso di ferite per bloccare le emorragie.
La sindrome è stata descritta per la prima volta nel 1951 da Robert S. Evans e i suoi colleghi.

## Epidemiologia
La sindrome di Evans è considerata una malattia autoimmune molto rara. Solo uno studio ha stimato l'incidenza e la prevalenza negli adulti. In Danimarca nel 2016 l'incidenza annuale era di 1,8 per 1.000.000 di persone all'anno e la prevalenza era di 21,3 per 1.000.000 di persone viventi. Nei bambini in età prepuberale l'incidenza è stata stimata tra 0,7 e 1,2 per 1.000.000 persone-anno.

## Eziologia
Sebbene la sindrome di Evans sembri essere un disturbo della regolazione immunitaria, l'esatta fisiopatologia è sconosciuta, ma si ipotizza una graduale perdita dell'auto-tolleranza da parte del sistema immunitario. Si presume che esso possa iniziare a produrre autoanticorpi mirati a diversi determinanti antigenici sui globuli rossi e sulle piastrine.

## Segni e sintomi
I sintomi della sindrome di Evans cambiano da paziente a paziente, a seconda delle cellule del sangue colpite. Se vengono colpiti i globuli rossi, i sintomi possono includere debolezza e fatica, pallore e ittero, mancanza di respiro, stordimento e/o tachicardia. Se sono coinvolte le piastrine, i sintomi possono includere comparsa di ecchimosi, epistassi prolungate, aumento del sanguinamento da piccole ferite e/o petecchie. Meno comunemente, se i bersagli sono i globuli bianchi, i sintomi possono includere una maggiore predisposizione a febbre, infezioni e/o ulcere della bocca.
È stato riportato da alcuni studi che tra il 7,8% e il 23% dei pazienti affetti da anemia emolitica autoimmune presenta anche trombocitopenia e quindi sindrome di Evans. Le citopenie possono verificarsi insieme o in sequenza.

## Diagnosi
La diagnosi della sindrome di Evans è separata nella presentazione primaria e secondaria. Non esiste un singolo test per confermare una diagnosi di entrambe le forme della sindrome di Evans. Esiste invece una diagnosi fatta dopo un'accurata anamnesi clinica, documentazione dei sintomi comuni, valutazione clinica ed esclusione di tutte le altre possibili condizioni.
La diagnosi della sindrome di Evans primaria viene effettuata su esami del sangue per confermare l'anemia emolitica e la porpora trombocitopenica immunitaria, ma anche tramite un test dell'antiglobulina diretto positivo (DAT) e l'assenza di qualsiasi causa sottostante nota. Ulteriori test utilizzati per eliminare la possibilità di altre condizioni includono una tomografia computerizzata (TC) e una biopsia del midollo osseo.
Una diagnosi di sindrome di Evans secondaria viene posta in presenza di un'altra malattia autoimmune preesistente. Nel 27-50% dei casi vi è un tumore maligno associato o una malattia autoimmune predisponente. Le malattie autoimmuni preesistenti possono includere la sindrome linfoproliferativa autoimmune (ALPS), l'immunodeficienza variabile combinata (CVID), la malattia autoimmune sistemica o un altro tipo di disregolazione immunitaria.
Altri anticorpi possono essere diretti contro neutrofili e linfociti, delineando un quadro che viene definito immunopancitopenia.

## Trattamento
Il trattamento iniziale si basa su corticosteroidi, glucocorticoidi e/o immunoglobuline per via endovenosa, un trattamento utilizzato anche nei casi di ITP. Nei bambini la sindrome può essere gestita efficacemente con una terapia immunosoppressiva a lungo termine che occasionalmente porterà a una completa risoluzione spontanea della condizione. Sebbene la maggior parte dei casi inizialmente risponda bene al trattamento, le ricadute non sono rare e vanno in questo caso somministrati farmaci immunosoppressori (ad esempio ciclosporina, micofenolato mofetile, vincristina e danazolo), a volte anche combinandoli.
L'uso off-label di rituximab (nome commerciale Rituxan) ha prodotto alcuni buoni risultati nei casi acuti e refrattari, sebbene possano verificarsi ulteriori ricadute entro un anno. La splenectomia è efficace in alcuni casi, ma le ricadute non sono rare.
L'unica prospettiva per una cura permanente è l'opzione ad alto rischio di un trapianto allogenico di cellule staminali ematopoietiche (SCT).

## Prognosi
In uno studio nazionale sulla sindrome di Evans, la sopravvivenza mediana era di 7,2 anni (sindrome di Evans primaria: 10,9 anni; sindrome di Evans secondaria: 1,7 anni). La sindrome di Evans secondaria è stata associata a un tasso di mortalità più elevato rispetto alla sindrome di Evans primaria, con una sopravvivenza a 5 anni del 38%. Tra i pazienti con sindrome di Evans, le cause prevalenti di morte erano sanguinamento, infezioni e cancro ematologico.
È stato osservato che esiste il rischio di sviluppare altri problemi autoimmuni e ipogammaglobulinemia, in una coorte l'58% dei bambini con sindrome di Evans aveva cellule T CD4-/CD8- che è un forte predittore di sindrome linfoproliferativa autoimmune.